# Kleine profeten
Met de kleine profeten (Augustinus) duiden christenen een verzameling van profetenboeken aan die in de Tenach of Hebreeuwse Bijbel bij elkaar staan en door Joden gewoonlijk De twaalf (Aramees: Tree Asar) worden genoemd. De benaming kleine profeten duidt op het feit dat de boeken korter zijn dan de drie grote profeten: Jesaja, Jeremia en Ezechiel. De profeet Daniël, wiens boek korter is dan dat van Hosea, wordt niet tot de kleine of grote profeten gerekend.
Traditioneel worden de boeken der profeten toegeschreven aan degenen die hun naam aan de boeken gaven. Moderne tekstkritiek heeft het anders doen inzien. Het boek Jona is ongetwijfeld veel later geschreven (er wordt trouwens in de derde persoon geschreven) en Maleachi is geen persoonsnaam.

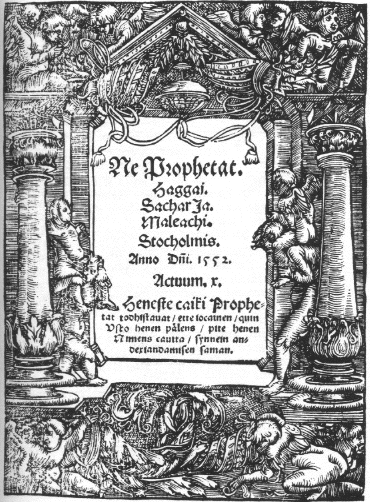
Finse uitgave met een deel van de kleine profeten.

| Naam van Bijbelboek | Hoofdpersoon/schrijver | Beschreven periode/ aanleiding                                                                                | Geschrift geschreven/ voltooid |
| ------------------- | ---------------------- | --- | --- |
| Hosea               | Hosea                  | Protest tegen de kalverdienst van Bethel, rond 750 v.Chr.                                                     | Onbekend |
| Joël                | Joël                   | Naar aanleiding van een sprinkhanenplaag                                                                      | Theorie 1: voor de verovering van Jeruzalem in 586 v.Chr. Theorie 2: omstreeks 400 v.Chr. |
| Amos                | Amos                   | Protest tegen de kalverdienst van Bethel, rond 750 v.Chr.                                                     | Laatste bewerkingen van een Judese redacteur na de Babylonische ballingschap (na 539 v.Chr.) |
| Obadja              | Obadja                 | Reactie op het leedvermaak van de Edomieten op de verwoesting van Jeruzalem in 586 v.Chr.                     | Waarschijnlijk is het boek samengesteld uit profetische teksten uit verschillende tijden (zesde-derde eeuw v.Chr.) |
| Jona                | Jona                   | Tijdens de regering van Jerobeam II, ongeveer 750 v.Chr.                                                      | Vijfde-derde eeuw v.Chr. |
| Micha               | Micha                  | Tussen 740 en 686 v.Chr.                                                                                      | Velen nemen aan dat de tekst in zijn huidige vorm in een latere tijd en na een proces van redactionele bewerkingen tot stand is gekomen. |
| Nahum               | Nahum                  | Verwoesting van Thebe (663 v.Chr.) is geschiedenis en de verwoesting van Ninive (612 v.Chr.) wordt voorspeld. | Over de datering van het boek in zijn huidige vorm lopen de meningen sterk uiteen: sommigen plaatsen het in de tweede helft van de zevende eeuw, anderen veel later, in de vijfde of vierde eeuw.                                                                                     |
| Habakuk             | Habakuk                | Aan de vooravond van de val van Jeruzalem (609 v.Chr. - 586 v.Chr.)                                           | Omstreeks het jaar 600 v.Chr. |
| Zefanja             | Zefanja                | Tijdens de regering van Josia (640-609 v.Chr.)                                                                | Tweede helft van de zesde eeuw v.Chr. |
| Haggai              | Haggai                 | Spoort aan de tempel te herbouwen, rond 520 v.Chr.                                                            | Niet lang na 520 v.Chr. |
| Zacharia            | Zacharia               | Spoort aan de tempel te herbouwen, rond 520 v.Chr                                                             | "Het eerste deel zou in hoofdzaak op de profeet zelf terug kunnen gaan en lijkt betrekkelijk weinig redactionele bewerking te hebben ondergaan, dus rond 520 v.Chr. Het tweede deel is waarschijnlijk een compilatie van teksten uit verschillende perioden tussen 500 en 200 v.Chr." |
| Maleachi            | Maleachi               | Onbekend, waarschijnlijk kort na 520 v.Chr.                                                                   | "Het boek bevat geen concrete aanknopingspunten voor een datering van zijn optreden.Veelal wordt aangenomen dat de tekst verwijst naar het Jeruzalem van de vijfde eeuw v.Chr., de periode na de terugkeer van de Judese ballingen uit Babylonië en de herbouw van de tempel."        |

## Twaalfprofetenboek
In de joodse traditie zijn de twaalf boeken van de kleine profeten al spoedig samengevoegd in één boekrol, gewoonlijk aangeduid als Twaalfprofetenboek of Dodekapropheton (van het Griekse δώδεκα 'twaalf' en προφήτον, dat verwant is aan προφήτης 'profeet'). De oudste bewijsplaats van het Twaalfprofetenboek als eenheid komt uit Jezus Sirach, geschreven rond 180 v.Chr. In grotten bij Nahal Hever, waar Joodse vrijheidsstrijders zich tijdens de Bar Kochba-opstand (132-135 n.Chr.) verschanst hadden, is een boekrol met het Twaalfprofetenboek teruggevonden.

## Plaats en volgorde
In de Masoretische Tekst horen de twaalf bij de tweede afdeling, de profeten.
In de Septuagint en het Oude Testament zijn de derde afdeling, de geschriften, tussen de profeten (die gedeeltelijk historische boeken worden genoemd) geplaatst, waardoor de kleine profeten het slot van het Oude Testament vormen, voor de deuterocanonieke boeken (Rooms Katholiek) of het Nieuwe Testament (protestant).
De volgorde van de twaalf in de Tenach en het Oude Testament wijkt licht af van die van de kleine profeten in de Septuaginta. Beide volgorden verschillen van de tijd van ontstaan of de tijd die beschreven wordt:
| Chronologisch          | Amos  | Jona | Hosea | Micha  | Sefanja | Nahum | Habakuk | Obadja  | Haggai  | Zacharia | Joël     | Maleachi |
| Septuaginta            | Hosea | Amos | Micha | Joël   | Obadja  | Jona  | Nahum   | Habakuk | Zefanja | Haggai   | Zacharia | Maleachi |
| Oude Testament; Tenach | Hosea | Joël | Amos  | Obadja | Jona    | Micha | Nahum   | Habakuk | Zefanja | Haggai   | Zacharia | Maleachi |